# Đội tuyển bóng chuyền nữ quốc gia Kazakhstan

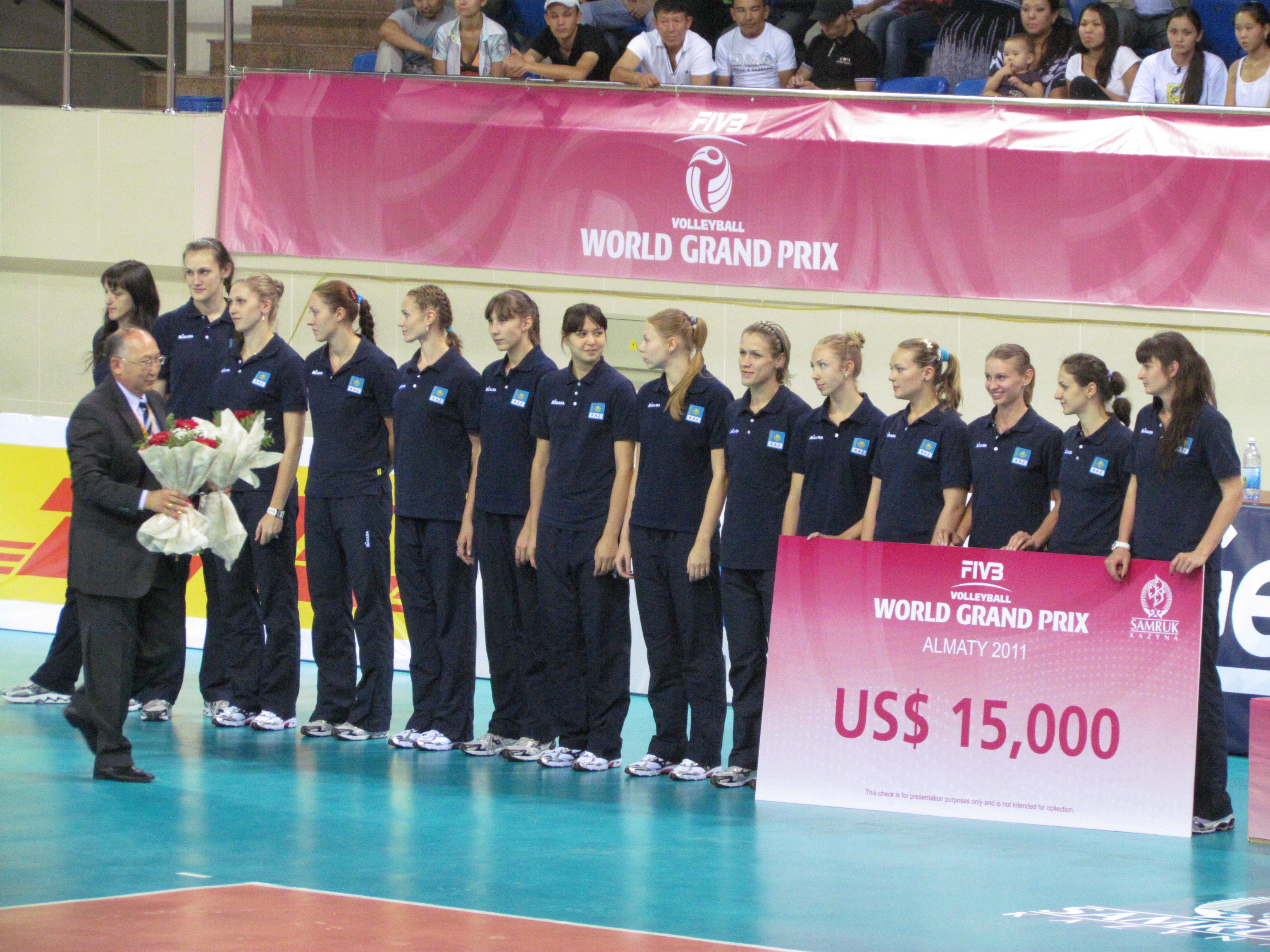
Đội tuyển bóng chuyền nữ quốc gia Kazakhstan tại World Grand Prix 2011 tổ chức ở Almaty

Đội tuyển bóng chuyền nữ quốc gia Kazakhstan đại diện cho Kazakhstan trong các giải đấu bóng chuyền quốc tế. Đội tuyển đã từng góp mặt tại Thế vận hội Mùa hè 2008 sau khi giành được vị trí thứ năm tại Vòng loại Olympic thế giới ở Nhật Bản với suất cho đội tuyển châu Á có thành tích tốt nhất tại vòng loại.

## Kết quả

### Olympics
| #         | Năm       | Thứ hạng                                | Trận                                    | Thắng                                   | Thua                                    | Set thắng                               | Set thua                                | Điểm thắng                              | Điểm thua                               |
| --------- | --------- | --------------------------------------- | --------------------------------------- | --------------------------------------- | --------------------------------------- | --------------------------------------- | --------------------------------------- | --------------------------------------- | --------------------------------------- |
| 1-11      | 1964-2004 | Không tham gia/Không vượt qua vòng loại | Không tham gia/Không vượt qua vòng loại | Không tham gia/Không vượt qua vòng loại | Không tham gia/Không vượt qua vòng loại | Không tham gia/Không vượt qua vòng loại | Không tham gia/Không vượt qua vòng loại | Không tham gia/Không vượt qua vòng loại | Không tham gia/Không vượt qua vòng loại |
| 12        | 2008      | 9th                                     | 5                                       | 1                                       | 4                                       | 4                                       | 13                                      | 323                                     | 404                                     |
| 13-16     | 2012-2024 | Không tham gia/Không vượt qua vòng loại | Không tham gia/Không vượt qua vòng loại | Không tham gia/Không vượt qua vòng loại | Không tham gia/Không vượt qua vòng loại | Không tham gia/Không vượt qua vòng loại | Không tham gia/Không vượt qua vòng loại | Không tham gia/Không vượt qua vòng loại | Không tham gia/Không vượt qua vòng loại |
| Tổng cộng | 1/16      | -                                       | 5                                       | 1                                       | 4                                       | 4                                       | 13                                      | 323                                     | 404                                     |

### Giải Vô địch Thế giới
| #     | Năm       | Hạng                                    | Trận                                    | Thắng                                   | Thua                                    | Set thắng                               | Set thua                                | Điểm thắng                              | Điểm thua                               |
| ----- | --------- | --------------------------------------- | --------------------------------------- | --------------------------------------- | --------------------------------------- | --------------------------------------- | --------------------------------------- | --------------------------------------- | --------------------------------------- |
| 1-14  | 1952-2002 | Không tham gia/Không vượt qua vòng loại | Không tham gia/Không vượt qua vòng loại | Không tham gia/Không vượt qua vòng loại | Không tham gia/Không vượt qua vòng loại | Không tham gia/Không vượt qua vòng loại | Không tham gia/Không vượt qua vòng loại | Không tham gia/Không vượt qua vòng loại | Không tham gia/Không vượt qua vòng loại |
| 15    | 2006      | 17th                                    | 5                                       | 1                                       | 4                                       | 8                                       | 12                                      | 420                                     | 442                                     |
| 16    | 2010      | 21st                                    | 5                                       | 0                                       | 5                                       | 3                                       | 15                                      | 335                                     | 430                                     |
| 17    | 2014      | 15th                                    | 9                                       | 2                                       | 7                                       | 6                                       | 21                                      | 518                                     | 631                                     |
| 18    | 2018      | 24th                                    | 5                                       | 0                                       | 5                                       | 0                                       | 15                                      | 271                                     | 375                                     |
| 19    | 2022      | 23rd                                    | 5                                       | 0                                       | 5                                       | 0                                       | 15                                      | 244                                     | 375                                     |
| 20    | 2025      | CXĐ                                     |                                         |                                         |                                         |                                         |                                         |                                         |                                         |
| Total | 5/19      | -                                       | 29                                      | 3                                       | 26                                      | 17                                      | 78                                      | 1788                                    | 2253                                    |

### World Grand Prix
| #     | Năm       | Hạng                                    | Trận                                    | Thắng                                   | Thua                                    | Set thắng                               | Set thua                                | Điểm thắng                              | Điểm thua                               |
| ----- | --------- | --------------------------------------- | --------------------------------------- | --------------------------------------- | --------------------------------------- | --------------------------------------- | --------------------------------------- | --------------------------------------- | --------------------------------------- |
| 1-14  | 1993-2006 | Không tham gia/Không vượt qua vòng loại | Không tham gia/Không vượt qua vòng loại | Không tham gia/Không vượt qua vòng loại | Không tham gia/Không vượt qua vòng loại | Không tham gia/Không vượt qua vòng loại | Không tham gia/Không vượt qua vòng loại | Không tham gia/Không vượt qua vòng loại | Không tham gia/Không vượt qua vòng loại |
| 15    | 2007      | 10th                                    | 9                                       | 1                                       | 8                                       | 7                                       | 26                                      | 681                                     | 781                                     |
| 16    | 2008      | 12th                                    | 9                                       | 1                                       | 8                                       | 4                                       | 26                                      | 552                                     | 725                                     |
| 17-18 | 2009-2010 | Không tham gia/Không vượt qua vòng loại | Không tham gia/Không vượt qua vòng loại | Không tham gia/Không vượt qua vòng loại | Không tham gia/Không vượt qua vòng loại | Không tham gia/Không vượt qua vòng loại | Không tham gia/Không vượt qua vòng loại | Không tham gia/Không vượt qua vòng loại | Không tham gia/Không vượt qua vòng loại |
| 19    | 2011      | 15th                                    | 9                                       | 0                                       | 9                                       | 5                                       | 27                                      | 613                                     | 757                                     |
| 20    | 2012      | Không tham gia/Không vượt qua vòng loại | Không tham gia/Không vượt qua vòng loại | Không tham gia/Không vượt qua vòng loại | Không tham gia/Không vượt qua vòng loại | Không tham gia/Không vượt qua vòng loại | Không tham gia/Không vượt qua vòng loại | Không tham gia/Không vượt qua vòng loại | Không tham gia/Không vượt qua vòng loại |
| 21    | 2013      | 17th                                    | 9                                       | 1                                       | 8                                       | 8                                       | 25                                      | 623                                     | 790                                     |
| 22    | 2014      | 24th                                    | 8                                       | 3                                       | 5                                       | 12                                      | 15                                      | 592                                     | 597                                     |
| 23    | 2015      | 26th                                    | 6                                       | 3                                       | 3                                       | 9                                       | 11                                      | 416                                     | 437                                     |
| 24    | 2016      | 22nd                                    | 8                                       | 5                                       | 3                                       | 17                                      | 13                                      | 676                                     | 617                                     |
| 25    | 2017      | 24th                                    | 9                                       | 1                                       | 8                                       | 5                                       | 25                                      | 567                                     | 724                                     |
| Total | 8/25      | -                                       | 67                                      | 15                                      | 52                                      | 67                                      | 168                                     | 4720                                    | 5428                                    |

### FIVB Challenger Cup
- 2022 - Hạng 7

### Giải Vô địch châu Á
- 1993 - Hạng 5
- 1999 - Hạng 9
- 2003 - Hạng 7
- 2005 -  Huy chương bạc
- 2007 - Hạng 5
- 2009 - Hạng 5
- 2011 - Hạng 9
- 2013 - Hạng 5
- 2015 - Hạng 7
- 2017 - Hạng 7
- 2019 - Hạng 5
- 2023 - Hạng 5

### Đại hội Thể thao châu Á
- 1998 - Hạng 6
- 2002 - Hạng 6
- 2006 - Hạng 6
- 2010 -  Huy chương đồng
- 2014 - Hạng 6
- 2018 - Hạng 5
- 2023 - Hạng 8

### Cúp bóng chuyền châu Á
- 2010 - Hạng 5
- 2012 -  Huy chương đồng
- 2014 -  Huy chương đồng
- 2016 -  Huy chương bạc
- 2018 - Hạng 10

### Cúp Thách thức châu Á
- 2024 -  Huy chương bạc[2]

### Cúp Thách thức Bóng chuyền Trung Á
- 2023 -  Huy chương bạc

## Đội hình hiện tại
| Đội hình tham dự AVC Challenge Cup for Women 2024 | Đội hình tham dự AVC Challenge Cup for Women 2024 | Đội hình tham dự AVC Challenge Cup for Women 2024 | Đội hình tham dự AVC Challenge Cup for Women 2024 | Đội hình tham dự AVC Challenge Cup for Women 2024 |
| Vị trí                                            | Họ tên                                            | Ngày sinh                                         | Chiều cao                                         | Câu lạc bộ                                        |
| ------------------------------------------------- | ------------------------------------------------- | ------------------------------------------------- | ------------------------------------------------- | ------------------------------------------------- |
| Chuyền hai                                        | Nailya Nigmatulina                                | 13 tháng 11, 1996                                 | 1,79 m (5 ft 10 in)                               | Karaganda                                         |
| Chủ công                                          | Perizat Nurbergenova                              | 29 tháng 3, 2004                                  | 1,77 m (5 ft 10 in)                               | VC Zhetyssu                                       |
| Chuyền hai                                        | Irina Kuznetsova                                  | 19 tháng 3, 1991                                  | 1,75 m (5 ft 9 in)                                | Almaty                                            |
| Libero                                            | Tomiris Sagimbayeva                               | 1 tháng 8, 2001                                   | 1,71 m (5 ft 7 in)                                | Berel VKO                                         |
| Đối chuyền                                        | Tatyana Nikitina                                  | 15 tháng 1, 2001                                  | 1,85 m (6 ft 1 in)                                | VC Zhetyssu                                       |
| Phụ công                                          | Yulia Yakimova                                    | 21 tháng 4, 2003                                  | 1,85 m (6 ft 1 in)                                | VC Zhetyssu                                       |
| Phụ công                                          | Valeriya Chumak                                   | 20 tháng 9, 1994                                  | 1,88 m (6 ft 2 in)                                | VC Zhetyssu                                       |
| Chủ công                                          | Sana Anarkulova (c)                               | 21 tháng 7, 1989                                  | 1,89 m (6 ft 2 in)                                | Turan Turkistan                                   |
| Đối chuyền                                        | Margarita Belchenko                               | 21 tháng 3, 1999                                  | 1,77 m (5 ft 10 in)                               | VC Kuanysh                                        |
| Chủ công                                          | Zhanna Syroyeshkina                               | 4 tháng 6, 1999                                   | 1,85 m (6 ft 1 in)                                | Turan Turkistan                                   |
| Libero                                            | Sabira Bekisheva                                  | 21 tháng 2, 1998                                  | 1,69 m (5 ft 7 in)                                | VC Kuanysh                                        |
| Chủ công                                          | Kristina Belova                                   | 29 tháng 11, 1998                                 | 1,82 m (6 ft 0 in)                                | CSM Corona Brașov                                 |
| Chủ công                                          | Svetlana Nikolayeva                               | 21 tháng 9, 1990                                  | 1,86 m (6 ft 1 in)                                | Berel VKO                                         |
| Phụ công                                          | Kristina Anikonova                                | 5 tháng 1, 1991                                   | 1,84 m (6 ft 0 in)                                | Berel VKO                                         |

## Thành tích đối đầu

### Tại Oympics
| Đội tuyển | Liên đoàn | Số trận | Thắng | Thắng 3-0 | Thắng 3-1 | Thắng 3-2 | Thua | Thua 2-3 | Thua 1-3 | Thua 0-3 |
| --------- | --------- | ------- | ----- | --------- | --------- | --------- | ---- | -------- | -------- | -------- |
| Algérie   | CAVB      | 1       | 1     | 1         | -         | -         | 0    | -        | -        | -        |
| Brasil    | CSV       | 1       | 0     | -         | -         | -         | 1    | -        | -        | 1        |
| Ý         | CEV       | 1       | 0     | -         | -         | -         | 1    | -        | -        | 1        |
| Nga       | CEV       | 1       | 0     | -         | -         | -         | 1    | -        | -        | 1        |
| Serbia    | CEV       | 1       | 0     | -         | -         | -         | 1    | -        | 1        | -        |

### Tại Giải Vô địch Thế giới
| Đội tuyển         | Liên đoàn | Số trận | Thắng | Thắng 3-0 | Thắng 3-1 | Thắng 3-2 | Thua | Thua 2-3 | Thua 1-3 | Thua 0-3 |
| ----------------- | --------- | ------- | ----- | --------- | --------- | --------- | ---- | -------- | -------- | -------- |
| Brasil            | CSV       | 3       | 0     | -         | -         | -         | 3    | -        | -        | 3        |
| Bulgaria          | CEV       | 2       | 0     | -         | -         | -         | 2    | -        | -        | 2        |
| Cameroon          | CAVB      | 1       | 1     | 1         | -         | -         | 0    | -        | -        | -        |
| Canada            | NORCECA   | 1       | 0     | -         | -         | -         | 1    | -        | -        | 1        |
| Croatia           | CEV       | 1       | 0     | -         | -         | -         | 1    | -        | -        | 1        |
| Cuba              | NORCECA   | 1       | 0     | -         | -         | -         | 1    | 1        | -        | -        |
| Cộng hòa Dominica | NORCECA   | 1       | 0     | -         | -         | -         | 1    | -        | -        | 1        |
| Đức               | CEV       | 2       | 0     | -         | -         | -         | 2    | -        | -        | 2        |
| Kenya             | CAVB      | 1       | 0     | -         | -         | -         | 1    | -        | -        | 1        |
| México            | NORCECA   | 1       | 1     | 1         | -         | -         | 0    | -        | -        | -        |
| Hà Lan            | CEV       | 2       | 0     | -         | -         | -         | 2    | 1        | -        | 1        |
| Puerto Rico       | NORCECA   | 2       | 0     | -         | -         | -         | 2    | -        | 1        | 1        |
| Nga               | CEV       | 1       | 0     | -         | -         | -         | 1    | -        | -        | 1        |
| Serbia            | CEV       | 3       | 0     | -         | -         | -         | 3    | -        | -        | 3        |
| Thái Lan          | AVC       | 2       | 1     | 1         | -         | -         | 1    | -        | 1        | -        |
| Thổ Nhĩ Kỳ        | CEV       | 1       | 0     | -         | -         | -         | 1    | -        | -        | 1        |
| Hoa Kỳ            | NORCECA   | 4       | 0     | -         | -         | -         | 4    | 1        | -        | 3        |